# Miss Universe 1960
Der Wettbewerb um die Miss Universe 1960 war der 9. Miss-Universe-Schönheitswettbewerb. Gewinnerin war die damals 18-jährige Amerikanerin Linda Jeanne Bement.

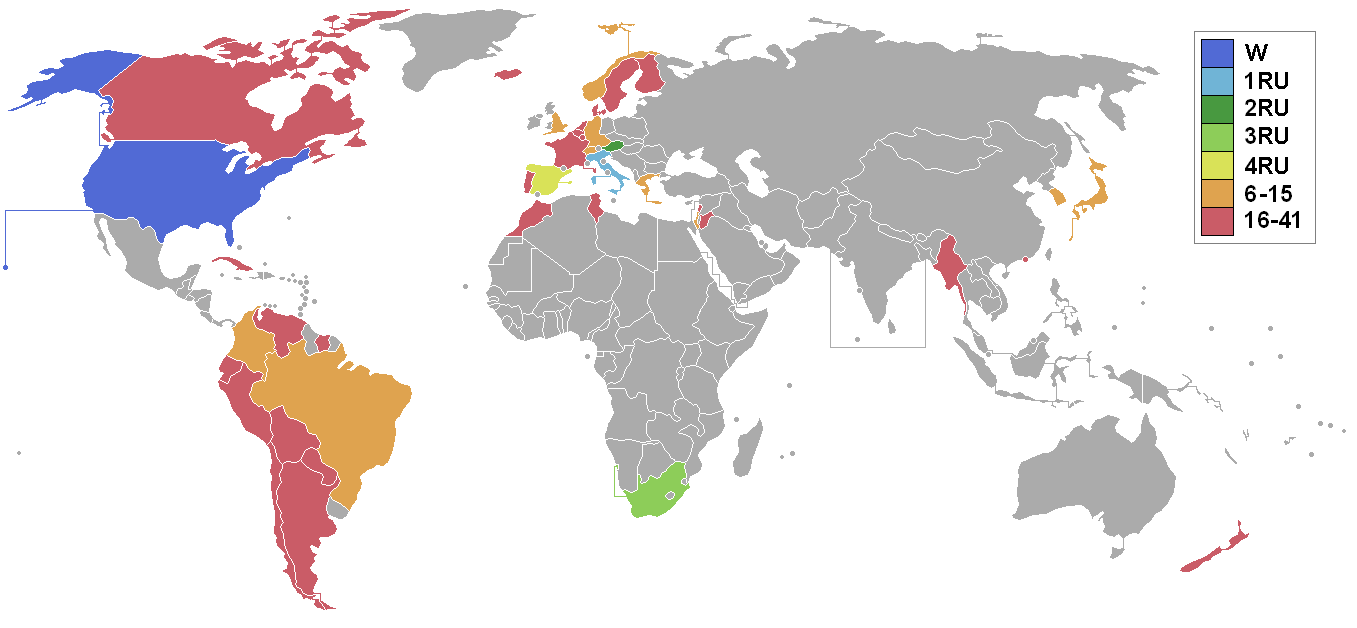
Miss Universe 1960, teilnehmende Nationen und Ergebnisse

Der Wettbewerb fand am 9. Juli 1960 in Miami Beach in Florida in den Vereinigten Staaten statt. Zum Wettbewerb traten 43 Teilnehmerinnen an. Die Moderation im Miami Beach Auditorium übernahm Charles Collingwood.
Bis 1959 fand die Misswahl in Long Beach (Kalifornien) statt. Die Teilnehmerin Miss Japan Akiko Kajima wurde 1959 Miss Universe 1960. Als der Austragungsort 1959 nach Miami (Florida) zog, wurde Miss USA Linda Bement jedoch auch zur Miss Universe 1960 gekrönt. Die offizielle Website von Miss Universe listet jetzt Kojima als Gewinnerin von 1959 und Bement als Miss Universe von 1960 auf.
Ein besonderer Vorfall bei Miss Universe 1960 war Miss Burma, Myint Myint May, die sich weigerte, bei der Vorführung einen Badeanzug zu tragen, da Frauen in ihrem Land nur mit Badekleidung auftraten, die den ganzen Körper bedeckte. Burma wollte 1960 in die Miss-Universe-Wahl in Long Beach, Kalifornien, aufgenommen werden, aber Miss Burma, die vom birmanischen Komitee ausgewählt war, wurde vom Long-Beach-Komitee abgelehnt, da sie nicht als „unverheiratete Frau“ (spinster) qualifiziert war. Das Komitee in Burma hatte sie ausgewählt und ihr erlaubt, an der internationalen Misswahl teilzunehmen, obwohl bekannt war, dass sie im Alter von 16 Jahren gezwungen worden war, einen Soldaten zu heiraten. Aber mit dem Argument, dass sie ihre Zustimmung nicht gegeben habe, sei sie nicht legal verheiratet.

## Ergebnis
1. Linda Bement, Vereinigte Staaten
2. Daniela Bianchi, Italien
3. Elizabeth Hodacs, Österreich
4. Nicolette Caras, Südafrika
5. María Teresa del Río, Spanien[6]